# Mansion House (Swansea)
Pour les articles homonymes, voir Mansion House.
La Mansion House, située dans le quartier Uplands de Swansea, est la résidence officielle du Lord Mayor (titre honorifique pour les maires de certaines villes importantes) de Swansea. Aujourd’hui, la Mansion House est utilisée pour différentes fonctions privées et publiques.

## Histoire
La Mansion House est ouverte en 1863 quand un constructeur de la région, Evan Matthew Richards, l’a construite pour sa famille. Son nom est alors Brooklands. Evan Matthew Richards a été maire de Swansea en 1855 et 1862. En 1880, Brooklands avait déjà été vendue deux fois avant d’être achetée par la cité de Swansea en 1922. Elle est dès lors appelée la Mansion House.